# Inge, April und Mai
Inge, April und Mai ist ein 1992 rund um das Thema Pubertät und das „erste Mal“ entstandenes, deutsches Filmdrama des bekannten DDR-Drehbuchautors Wolfgang Kohlhaase.

## Handlung
Berlin im Frühjahr 1945. Der Krieg ist so gut wie verloren, und im Osten nähern sich die Rotarmisten bedrohlich dem Stadtgebiet. Während die meisten Deutschen mit Schaudern dem Einmarsch der Alliierten von West und Ost entgegensehen, hat der gerade erst 15-jährige Kalle – offensichtlich noch zu jung für den Volkssturm – ganz andere Sorgen im Kopf: In ihm sprießen die Hormone ins Kraut, und er hat nur noch Augen für Inge Kaliska, einer hübschen, etwa gleichaltrigen Brünetten mit Hochsteckfrisur.
Eines Tages ist es soweit: Endlich darf er sie küssen, und das interessiert Kalle tausendmal mehr als die Frage ob Endsieg oder totale militärische Niederlage. Sein persönlicher Endsieg, von dem Kalle träumt, ist, Inge ins Bett zu bekommen. Ein Kondom hat er sich auch schon besorgt. Bis er jedoch zum Schuss kommt, sind die Russen bereits einmarschiert, ohne dass Kalle sonderlich davon Notiz nimmt, auch wenn er mit ansehen muss, wie mehrere Russen seine Tante vergewaltigen. Sein Sieg soll anderer und sehr viel friedlicherer Natur sein …

## Produktionsnotizen
Inge, April und Mai entstand 1992 und wurde am 22. April 1993 uraufgeführt. Die deutsche Fernseherstausstrahlung erfolgte am 28. Mai 1996 in dem mitproduzierenden ZDF.

## Kritik
Die Besprechungen fielen durchweg negativ aus. Nachfolgend drei Beispiele:

„… wenn der Film schon in einen geschichtlichen Hintergrund eingebettet ist, so sollten wenigsten Kostüme und Requisiten der Zeit entsprechen, sollte die Geschichte nicht völlig losgelöst sein von historischen Gegebenheiten.“

„In Regie, Buch und Darstellung unbefriedigend, fällt der Film bestenfalls durch seine mangelhafte Ausstattung auf.“

Auf TV Spielfilm ist zu lesen: „Großes Grauen, kleines Glück: Weder gewinnt die unbeholfene Liebe Kontur noch Krieg und Terror. Ein Pluspunkt ist allerdings die penible historische Ausstattung.“